# La Mesa (norra Zitácuaro kommun)
La Mesa är en ort i Mexiko.   Den ligger i kommunen Zitácuaro och delstaten Michoacán de Ocampo, i den södra delen av landet, 130 km väster om huvudstaden Mexico City. La Mesa ligger 2 192 meter över havet och antalet invånare är 285.
Terrängen runt La Mesa är huvudsakligen kuperad, men österut är den bergig. Runt La Mesa är det tätbefolkat, med 319 invånare per kvadratkilometer. Närmaste större samhälle är Heróica Zitácuaro, 11,0 km söder om La Mesa. Omgivningarna runt La Mesa är en mosaik av jordbruksmark och naturlig växtlighet.